# Monument (Kolorado)
Monument – miasto w Stanach Zjednoczonych, w stanie Kolorado, w hrabstwie El Paso.

## Demografia
W roku 2010 miasto zamieszkiwało 5530 osób, a gęstość zaludnienia wynosiła 460,8 osoby/km². W roku 2023 liczba mieszkańców wzrosła do 12 088 osób, a gęstość zaludnienia przekroczyła 1000 osób/km². Na przestrzeni 13 lat zaludnienie Monument zwiększyło się prawie 2,2-krotnie.